# Militär SV Borna
Der Militär SV Borna war ein kurzlebiger Militärsportverein im Deutschen Reich, mit Sitz in der sächsischen Stadt Borna im heutigen Landkreis Leipzig.

## Geschichte
Der Verein spielte ab der Saison 1937/38 in der 3. Kreisklasse Leipzig und stieg 1941 in die zweitklassige 1. Klasse Leipzig auf. Nach dem dritten Platz 1942 wurde die Mannschaft in der Saison 1943/44 Leipziger Bezirksmeister mit 28:4 Punkten, zwei Punkte vor dem LSV Brandis, einem weiteren Militärverein. Zur Saison 1944/45 der Gauliga Sachsen wurde der MSV dann in die Staffel 2 der Gruppe Leipzig eingegliedert. Aufgrund des fortschreitenden Zweiten Weltkriegs und in Folge Spielermangels musste der MSV seine Mannschaft im Laufe der 1. Halbserie zurückziehen. Die Spielsaison wurde mit nur vier Mannschaften bis zum März 1945 zu Ende gespielt. Der MSV Borna hatte 1941 bis 1943 Erfolge im Tschammer-Pokal und kam dreimal mehrere Runden weiter. So wurden unter anderem die Gauligisten VfB Leipzig mit 2:0 und Chemnitzer BC 4:1 bezwungen. 1945 wurde der Verein aufgelöst.